# 西長住
西長住（にしながずみ）は福岡県福岡市南区の地名。現行行政地名は西長住一丁目から西長住三丁目。郵便番号は811-1361。

## 地理
南区の西端に位置し、南北に長く、北から1丁目・2丁目・3丁目となっている。北で長丘3・5丁目、西で城南区樋井川2・3・5丁目、東で長住3・4・7丁目、南側で桧原1丁目と隣接する。坂は少なく、平坦な地形である。西は城南区との区境になっており、1丁目・2丁目では県道桧原比恵線が、3丁目では県道555号線の西側に流れる樋井川が境界線となっている。
概ね住宅地として利用されrであり、高層建築物は少ない。幹線道路沿いにはファーストフードやファミリーレストランなどの飲食店のチェーン店、雑貨やカメラなどの大型店舗、スーパーマーケット、中古車ディーラーなどが多数存在する。個人経営の小さな飲食店、商店、病院、サービス店も多い。周辺は小・中学校がいくつかあり、当地域には学習塾や文房具屋や本屋など学生が利用しやすい場所があるため、学生の姿も多く見かける。
周辺の長住や長丘とは中学校の校区が同じであることや、相互の人の行き来も頻繁で、西長住という地名よりも長住や長丘の方が知名度が高いために、まとめて「長住」や「長丘」と呼ばれることも多い。

## 歴史

### 町域の変遷
| 住居表示実施後               | 実施年月日         | 住居表示実施前（各大字の一部） |
| ---------------------------- | ------------------ | ------------------------------ |
| 西長住一丁目から西長住二丁目 | 1978年（昭和53年） | 大字上長尾                     |
| 西長住三丁目                 | 1985年（昭和60年） | 大字上長尾                     |

## 交通

### 鉄道
付近に鉄道駅はなく、西鉄天神大牟田線の高宮駅や福岡市地下鉄七隈線の七隈駅や福大前駅まではいずれも西長住地区から2km以上離れている。

### バス
大池通りおよび県道桧原比恵線では西日本鉄道が路線バスを運行しており、博多駅や天神などの福岡都心方面へは概ね毎時3本以上が運行されているほか、藤崎・西新方面へも運行している。

### 道路
北端の西長住1丁目と長丘との境には東西に大池通り（福岡市道清水干隈線）が通り、東は野間方面、西は七隈方面に至る。
西長住1・2丁目の西端に沿い、3丁目の中央を貫く形で南北に走る県道555号線が西長住のメインストリートになっており、飲食店やショッピング店舗が多く建ち並び、北進すれば小笹方面、南進すれば桧原四つ角方面に至る。西長住付近の県道は交通量のわりに狭く、特に交差点付近で渋滞しやすくなっている。県道から裏道に一本入ると、細くカーブして入り組んでいる道が多いのが、長住と大きく異なる点である。
3丁目南部には福岡外環状道路・福岡都市高速5号線が東西に通っている。都市高速の最寄りランプは堤出入口となる。

## 施設
- 長住テニスクラブ
- 長住保育園
- 泰幸保育園
- 勤労青年共同宿舎
- 西長住公園
- 鹿助公園（読みは、ろくすけこうえん。鹿助池という池と森がある緑地公園）
- 長住公民館

## 教育機関

### 市立小学校の校区
番地により福岡市立の小学校の校区が分かれる。
- 福岡市立西長住小学校 - 1丁目全域、2丁目1番～38番
- 福岡市立長住小学校 - 2丁目39番～40番、3丁目全域

### 市立中学校の校区
全域が福岡市立長丘中学校の校区である。

### 県立高等学校（全日制普通科）の学区
福岡県第六学区。